# Oge Okoye
Pour les articles homonymes, voir Okoye.
Oge Okoye, née le 16 novembre 1980 à Londres est une actrice, productrice et mannequin nigériane.

## Biographie
Originaire de Nnewi dans l'État d'Anambra. Oge Okoye est née à Londres, où elle termine ses études primaires avant de déménagé avec sa famille pour vivre à Lagos, capitale économique du Nigeria. Là-bas, Elle fréquente l'University Primary School Enugu puis l'école secondaire Holy Rosary College, Enugu (en).
Diplômé en arts du théâtre de l’université Nnamdi Azikiwe, elle enchaîne les auditions, dans de nombreux projets de l'industrie cinématographique nigériane connue sous le nom de Nollywood depuis 2001.
Elle accède à la célébrité en 2002, après avoir joué dans le film Spanner aux côtés du célèbre acteur Chinedu Ikedieze. Elle pose également pour des magazines de mode, des publicités télévisées et des panneaux d'affichage. Elle devient ambassadrice de la marque Glo (company) (en) et MTN Nigeria.
En 2006, sa performance dans le film Eagle's Bride lui vaut une nomination au Africa Movie Academy Award de la meilleure actrice dans un second rôle,,.

## Vie privée
En 2005, Elle épouse son petit ami de longue date, Stanley Duru et ont deux enfants. le couple se sépare en 2012.

## Filmographie
Sauf indication contraire, les informations mentionnées dans cette section peuvent être confirmées par les bases de données cinématographiques IMDb et Allociné,  présentes dans la section « Liens externes ».

### Cinéma
- 2003 : Blood Sisters
- 2007 : The Faculty 2
- 2010 : Blackberry Babes
- 2012 : Turning Point (en)
- 2014 : Beautiful Monster
- 2015 : Living With The Ghost
- 2018 : Wetin Women Want

### Télévision
- Hotel Majestic (TV series) (en)[8] : La femme de chambre

## Récompenses et nominations
- Eagle's Bride : nomination au Africa Movie Academy Award de la meilleure actrice dans un second rôle en 2006